# Autostrada A64a (Niemcy)
Autostrada federalna A64a (niem. Bundesautobahn 64a (BAB 64a), Autobahn A64a (A 64a)) – niemiecka autostrada, leżąca na obszarze Nadrenii-Palatynatu, o długości 4,1 km. Po uwzględnieniu wszystkich łącznic, długość trasy zwiększa się do 5,6 km. 
Biegnie od punktu końcowego autostrady federalnej A64 na wysokości parkingu Dicke Buche w dzielnicy Pfalzel miasta Trier przez most nad Mozelą do gminy Kenn. Tam łączy się z autostradą federalną A602 (Verteilerkreis Trier – Autobahndreieck Moseltal) i przechodzi w drogę landową L151 (niem. Landesstraße 151) w kierunku Reinsfeld/Hochwald. W dzielnicy Ehrang arteria ma węzeł z drogą federalną B53 (Trier – Alf).
Oznaczenie A64a nadano na mocy dekretu ogólnego Urzędu ds. Mobilności Kraju związkowego Nadrenia-Palatynat z dnia 1 kwietnia 2021 r. jako modernizacja odcinka drogi federalnej B52. 

## Trasy europejskie
Autostrada w całości jest częścią trasy europejskiej E44.